# Berberis purdomii
Berberis purdomii är en berberisväxtart som beskrevs av Camillo Karl Schneider. Berberis purdomii ingår i släktet berberisar, och familjen berberisväxter. Inga underarter finns listade i Catalogue of Life.